# ويلي كيرك
ويلي كيرك (ولدت في 7 يونيو 1978) هي مدربة نادي ايفرتون . 

## مهنتها كلاعبة
لعبت كيرك كرة قدم غير دورية مع بريستون أثليتيك ووافقت على إدارة الفريق في موسم دوري كرة القدم 2014–15 . 

## مهنتها كمدربة
بدأت كيرك مسيرتها الإدارية في ليفينغستون كمدرب أكاديمي مساعد لفريق النادي تحت 14 عامًا في أكتوبر 2006. تقدمت إلى منصب رئيس فريق اقل مادون 14 عامًا وتولت منصب التدريب الرئيسي للفرق للفئة العمرية مادون 17 عامًا.

### هيبرنيان
في مارس 2009 ، انضمت كيرك إلى طاقم تدريب الأكاديمية في هيبرنيان اف سي لتدريب فريق تحت 17 عامًا. في نهاية المطاف، حصل كيرك على منصب رئيس التدريب في هيبرنيان ال اف سي . أدى موسمها الأول المسؤول عن هايبرنيان إلى الفوز بكأس اسكتلندا 2010.  تبعت كيرك لقب كأس 2010 بفوزها بلقب كأس الدوري الإسكتلندي، لتنهيه في المركز الثاني في كأس اسكتلندا، والمركز الثالث في الجدول . شهد موسم 2013 حصول هايبرنيان على المركز الثاني وحصلت كيرك على جائزة مدير العام لكرة القدم النسائية الاسكتلندية.

### بريستول سيتي
في أبريل 2015 ، انتقلت كيرك إلى إنجلترا وتم تعيينها مديرًا لمدينة بريستول المنافسة في الدوري الانجليزي الممتاز للسيدات .  

### مانشستر يونايتد
في يونيو 2018 ، انضمت كيرك إلى طاقم التدريب في مانشستر يونايتد لكرة القدم الذي تم تشكيله حديثًا كمساعد لـ كيسي ستوني . 

### إيفرتون
في ديسمبر 2018 ، تم تعيين كيرك مديرًا لإيفرتون بعد أن عُرض عليها المنصب رقم واحد في أفضل فريق .  أول ظهور لها كمديرة للفريق كان في فوز مميز ضد ليفربول بنتيجة 2-1. 

## انجازات

### هايبرنيان ال اف سي
- كأس الدوري الإسكتلندي للسيدات
  - الفائزون (1): 2011 [3]
- كأس السيدات الإسكتلندي :
  - الفائزون (1): 2010
  - الوصيف (1): 2011

### فردي
- مديرة كرة القدم النسائية الاسكتلندية للعام: 2013

## روابط خارجية
- ويلي كيرك على موقع قاعدة بيانات كرة القدم.إي يو (الإنجليزية)
- ويلي كيرك على موقع Soccerway.com (الإنجليزية)